# Arctozygaena quinquemaculata
Arctozygaena quinquemaculata är en fjärilsart som beskrevs av M.Gaede 1926. Arctozygaena quinquemaculata ingår i släktet Arctozygaena och familjen snigelspinnare. Inga underarter finns listade i Catalogue of Life.